# Dom som aldrig hör
Dom som aldrig hör är den andra delen i musikproducenten Viktor Ax EP-trilogi om de tre aporna och släpptes 30 september 2015 tillsammans med musikvideon till spåret "Bättre nu" ft. Rawa. . Medverkande artister är bland annat Rawa, Dani M och Abidaz.

## Låtlista
| Nr           | Titel                                                        | Längd |
| ------------ | ------------------------------------------------------------ | ----- |
| 1.           | Intro - Den döve                                             | 0:25  |
| 2.           | Svensk hiphop (med Abidaz, Ice, DeyDey och Rez)              | 3:08  |
| 3.           | Fast i hålan (med Enes)                                      | 2:44  |
| 4.           | Samma 24 (med Pato Pooh)                                     | 3:15  |
| 5.           | Massari (med Dani M)                                         | 3:09  |
| 6.           | Bättre nu (med Rawa)                                         | 3:45  |
| 7.           | Jagets inre komfort (med Junior Natural, Denz och Pato Pooh) | 3:58  |
| Total längd: | Total längd:                                                 | 20:24 |